# José Quiles
José Quiles Brotons (* 19. Oktober 1997 in Elda, Alicante) ist ein spanischer Boxer.

## Karriere
Quiles war Teilnehmer der Jugend-Europameisterschaft 2015 und wurde 2016 mit einem Finalsieg im Bantamgewicht gegen Kelvin de la Nieve erstmals Spanischer Meister bei den Erwachsenen. 2017 nahm er an der Europameisterschaft in Charkiw teil, wo er erst im Halbfinale gegen Peter McGrail unterlag und eine Bronzemedaille im Bantamgewicht gewann. Mit diesem Erfolg war er für die Weltmeisterschaft 2017 in Hamburg qualifiziert, wo er dann in der Vorrunde gegen Omar El-Hag ausschied.
2018 war er Teilnehmer der Mittelmeerspiele und 2019 auch der Europaspiele. Bei der europäischen Olympiaqualifikation im März 2020 in London, welche aufgrund der COVID-19-Pandemie unterbrochen und im Juni 2021 in Paris fortgesetzt wurde, erkämpfte er sich einen Startplatz für die 2021 in Tokio ausgetragenen Olympischen Spiele. Bei den Spielen selbst schied er in der Vorrunde des Federgewichts gegen Kurt Walker aus.
Bei der Europameisterschaft 2022 in Jerewan erreichte er mit Siegen gegen Murat Yıldırım, Edin Alković und Jurij Schestak das Finale des Leichtgewichts, wo er gegen Artyush Gomtsyan verlor und Vize-Europameister wurde. Zudem startete er bei den Mittelmeerspielen 2022.
Bei den Europaspielen 2023 gewann er die Silbermedaille im Federgewicht; durch Siege gegen Andrei Gavae, Batuhan Çiftçi, Artyush Gomtsyan und Vasile Usturoi hatte er das Finale erreicht, in welchem er gegen Javier Ibáñez unterlag. Bei den Olympischen Sommerspielen 2024 in Paris unterlag er im Viertelfinale gegen Abdumalik Xaloqov.